# Bundesautobahn 48
La Bundesautobahn 48, abbreviata anche in A 48, è una autostrada tedesca che collega l'autostrada A 3 con l'autostrada A 1 passando per la città di Coblenza.
Si sviluppa interamente nella Renania-Palatinato e attraversa la zona collinare dell'Eifel, tra i più apprezzati luoghi di villeggiatura tedeschi.
È uno dei percorsi utilizzabili per raggiungere il circuito del Nürburgring e fa parte per l'intera estensione dell'itinerario della strada europea E44.

## Percorso
| A 48 |           |                            |      |                     |                |
| Tipo | n° uscita | Indicazione                | km   | Corrispondenze      | Strada europea |
|      | 1         | Confluenza di Vulkaneife   | 78,9 |                     |                |
|      | 2         | Ulmen                      | 73,0 |                     |                |
|      | 3         | Laubach                    | 64,2 |                     |                |
|      | 4         | Kaisersesch                | 58,2 |                     |                |
|      | 5         | Kaifenheim                 | 52,2 |                     |                |
|      |           | Area di servizio "Elztal"  | 50,0 |                     |                |
|      | 6         | Mayen                      | 46,3 |                     |                |
|      | 7         | Polch                      | 41,4 |                     |                |
|      | 8         | Ochtendung                 | 33,2 |                     |                |
|      | 9         | Incrocio di Koblenz        | 26,6 |                     |                |
|      | 10        | Koblenz Nord               | 20,7 |                     |                |
|      | 11        | Bendorf - Neuwied          | 17,2 |                     |                |
|      |           | Area di servizio "Grenzau" | 10,4 | Solo dir. Montabaur |                |
|      | 12        | Hohr Grenzhausen           | 8,9  |                     |                |
|      | 13        | Confluenza di Dernbach     | 1,3  |                     |                |